# Ibramco-affaire
De Ibramco-affaire was een Belgisch politiek schandaal dat in 1973 uitbrak en in 1974 de val van de regering-Leburton veroorzaakte.
De zaak draaide rond de bouw van een Iraanse olieraffinaderij in België door het Belgische bedrijf Ibramco. De krant De Standaard bracht echter aan het licht, dat het akkoord buiten medeweten van de Belgische regering was gesloten en vooral de belangen van de Belgische Socialistische Partij diende. Bovendien was het akkoord erg vaag en kwam het project uiteindelijk nooit van de grond.

## Voorgeschiedenis
Op 6 december 1972 sloten Henri Simonet, Minister van Economische Zaken, en André Baeyens, secretaris-generaal van het Ministerie van Economische Zaken, een geheim akkoord met Iran over de bouw van een Iraanse olieraffinaderij in België, op de grens van Limburg en Luik. De bedoeling was dat er een pijpleidingennetwerk zou worden aangelegd doorheen Vlaanderen en Wallonië met vertakkingen naar de buurlanden, waardoor er een Iraans benzinenetwerk in België zou ontstaan. De raffinaderij zou tien miljard Belgische frank kosten en 250 tot 350 nieuwe banen creëren in Ternaaien.
Simonet ondertekende op 21 december 1972 namens de Belgische regering een conventie met de Iraanse regering over de oprichting van de raffinaderij. Hij beloofde dat de Belgische staat 20 procent van het kapitaal zou storten als niet-terugvorderbare gift. Kort daarop nam Simonet ontslag als minister. Hij werd ad interim vervangen door André Cools en enkele weken later, bij het aantreden van de Regering-Leburton, door Willy Claes.
Op 12 maart 1973 werd de stichtingsakte van het Belgische energiebedrijf Ibramco (Iranian-Belgian Refining and Marketing Company) officieel ondertekend. Ibramco zou samenwerken met de National Iranian Oil Company. Verder werd afgesproken dat Belgische firma's mee zouden investeren in de bouw van scholen en een wintersportcentrum in Iran, terwijl de Belgische Regie der Posterijen advies rond de reorganisatie van overheidsinstellingen zou leveren. De Belgische Socialistische Partij hoopte met dit akkoord met Iran het Amerikaanse monopolie op de internationale oliehandel te doorbreken.

## Het schandaal
Op 18 april 1973 groeide de kwestie uit tot een schandaal toen journalist Leo Schrooten in de krant De Standaard de affaire onthulde. Het feit dat het akkoord zonder medeweten van de Belgische regering was gesloten vormde een eerste probleem, maar Ibramco had officieel dan ook nog eens beweerd dat het akkoord enkel diende om de bouw van de raffinaderij te bestuderen, terwijl ze in feite al geregeld hadden dat de bouw effectief door zou gaan. Het was bovendien niet duidelijk, of de Belgische aandeelhouders en beheerders van het vennootschap namens zichzelf optraden of namens de Belgische staat.
Op 19 april 1973 werden deze beschuldigingen door Claes ontkend. "De Standaard" weerlegde deze ontkenning en stelde zich vragen over de staatsveiligheid, gezien aan een buitenlandse staat belangrijke informatie over de nationale energiesector verleend was. Journalisten Manu Ruys, Hugo De Ridder en Jan Bohets onderzochten de affaire verder en ontdekten dat Ibramco was opgericht toen de Regering-G. Eyskens V ontslagnemend was en er dus geen officiële regeringsbeslissingen mochten worden genomen. Of premier Gaston Eyskens wist dat Simonet dit akkoord ter oprichting van een studievennootschap had gesloten was een belangrijke vraag. Simonets akkoord ging veel verder dan wat op papier stond en bevatte daarnaast ook veel administratieve fouten. André Cools, ad interim op Economische Zaken na Simonets vertrek en partijvoorzitter van de BSP, had drie socialistische beheerders benoemd, vlak voor de Regering-Leburton benoemd was. Cools wist duidelijk meer van de hele affaire, maar liet hierover slechts vage en onvolledige informatie los.
Volksvertegenwoordigers Evrard Raskin en Tijl Declercq dienden op 24 april 1973 een verzoek in ter interpellatie in de Kamer. Op 2 mei vonden er in het Belgische parlement interpellaties plaats over de Ibramco-affaire. Op 25 mei werd besloten een parlementaire commissie op te richten die de Belgische ondernemingen zou steunen. Toen premier Edmond Leburton van 20 tot 28 september 1973 Iran bezocht was deze commissie echter nog steeds niet opgericht en bleven veel vragen rond het project onbeantwoord. "De Standaard" stelde zich vragen over de hoge kosten van de bouw van de olieraffinaderij en bovendien werd de wereld rond die tijd geteisterd door de Oliecrisis van 1973, waarbij de Arabische landen weigerden het Westen nog langer van olie te voorzien. De verzuurde relatie tussen België en Iran kwam dus niet bepaald gelegen.

## Gevolgen
Claes bleef de zaak ontkennen en legde de schuld bij André Baeyens. Op 15 januari 1974 trokken de BSP-ministers zich uit de coalitie terug. Op 16 januari 1974 zei sjah Mohammed Reza Pahlavi het Ibramco-akkoord op, gezien het project nog altijd niet van de grond was gekomen. Premier Leburton, die eerder al had gedreigd af te treden als de raffinaderij er niet kwam, besloot op 19 januari ontslag te nemen. De regering kwam ten val, de Kamers werden ontbonden en er werden vervroegde verkiezingen uitgeschreven. Op 10 maart 1974 vonden deze vervroegde verkiezingen plaats en werd Leo Tindemans premier van België.
Leburton, de laatste Waalse premier van België voor Elio Di Rupo, had hiermee het einde van zijn politieke carrière bereikt. André Cools werd voortaan de sterke man binnen de Belgische Socialistische Partij.
De Ibramco-affaire was samen met het RTT-schandaal, dat óók door De Standaard aan het licht werd gebracht, het grootste politieke schandaal in België tijdens de jaren 70.